# NGC 1216
NGC 1216是位于波江座一个透鏡狀星系，它在哈伯序列中屬於S0/a。据估计，它距银河系2.38亿光年，直径约55,000光年。该星系是HCG 23星系团的一部分。NGC 1216與星系NGC 1208、NGC 1214、NGC 1215、IC 1880同處天球的同一區域。NGC 1216由奥蒙德·斯通于1886年发现。